# Mudir Al-Radaei
Mudir Abdurabu Ali Al-Radaei, mais conhecido como Mudir Al-Radaei (Sana, 1 de janeiro de 1993), é um futebolista iemenita que atua como Zagueiro. Atualmente, joga pelo Al-Arabi

## Carreira Internacional

### Gols Internacionais
Pontuações e resultados lista de golos do Iêmen.
| Nº | Data                  | Estádio                                 | Adversário | Ponto | Resultado | Competição                                |
| -- | --------------------- | --------------------------------------- | ---------- | ----- | --------- | ----------------------------------------- |
| 1. | 5 de Setembro de 2017 | Estádio Panaad Park, Bacólod, Filipinas | Filipinas  | 1–1   | 2–2       | Qualificações para a Copa da Ásia de 2019 |